# Crossopalpus montalentii
Crossopalpus montalentii är en tvåvingeart som beskrevs av Raffone 1994. Crossopalpus montalentii ingår i släktet Crossopalpus och familjen puckeldansflugor.
Artens utbredningsområde är Sierra Leone. Inga underarter finns listade i Catalogue of Life.